# Rapperswil

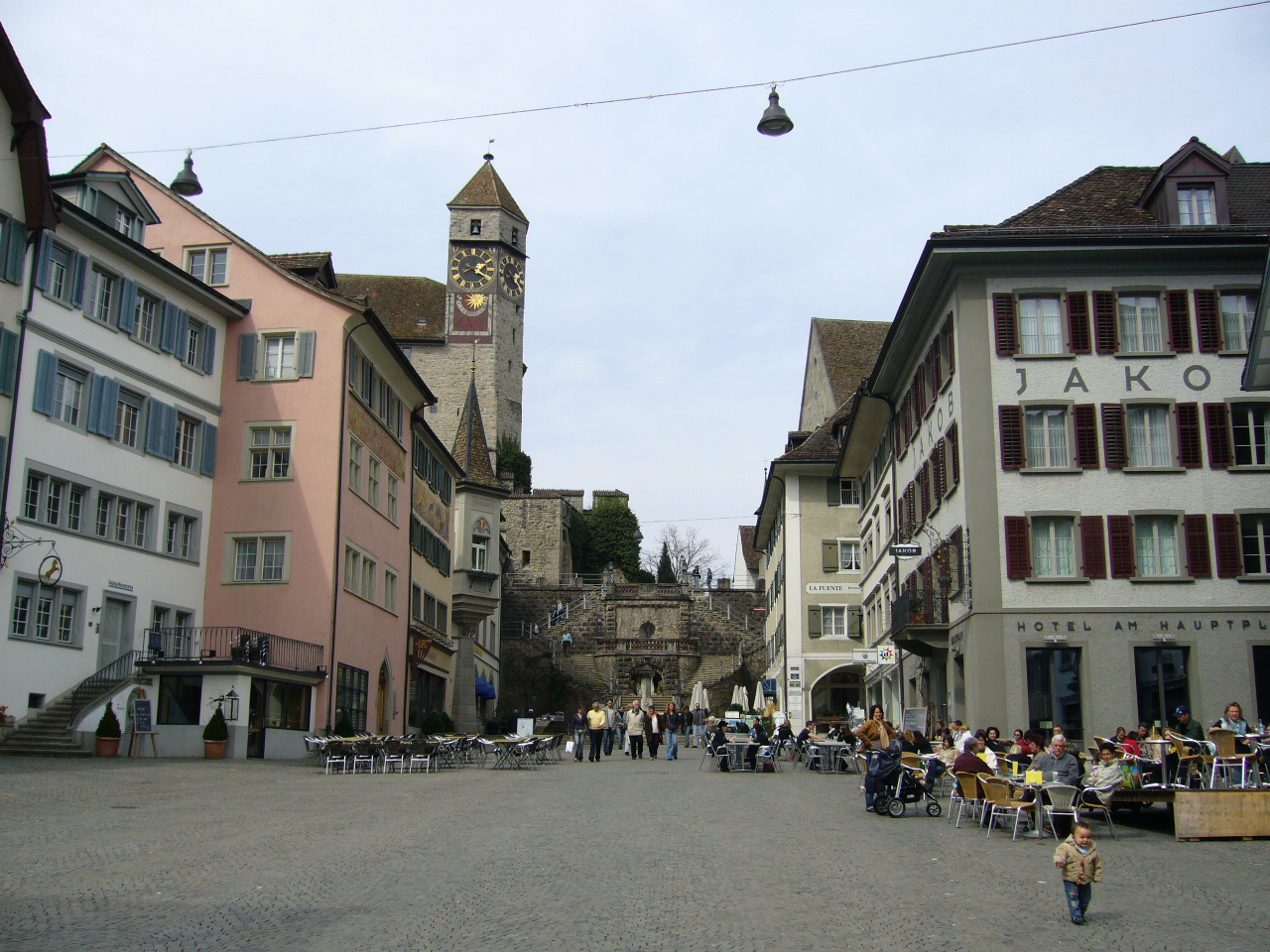
Rapperswil

Rapperswil este un oraș în Elveția.